# 556. pehotni polk (Wehrmacht)
Za druge 556. polke glejte 556. polk.
556. pehotni polk (izvirno nemško Infanterie-Regiment 556) je bil eden izmed pehotnih polkov v sestavi redne nemške kopenske vojske med drugo svetovno vojno.

## Zgodovina
Polk je bil ustanovljen 22. maja 1940 kot polk 10. vala iz nadomestnih čet WK I in dodeljen 280. pehotni diviziji.
Med 10. in 11. junijem 1940 se je polk zbral in do 25. julija 1940 je bil polk razpuščen zaradi hitrega zaključka francoske kampanje; čete so bile vrnjene k izvirnim enotam.
Polk je bil ponovno ustanovljen 27. decembra 1941 kot polk 17. vala, kot »Walküre« enota WK VIII; polk je bil dodeljen 330. pehotni diviziji.
15. oktobra istega leta je bil polk preimenovan v 556. grenadirski polk.